# Metoda Simpsona

Funkcja (niebieska) jest przybliżana funkcją kwadratową (czerwona) gdzie:

Całkowanie metodą Simpsona – jedna z metod przybliżania wartości całki oznaczonej funkcji rzeczywistej.
Metoda ma zastosowanie do funkcji stablicowanych w nieparzystej liczbie równo odległych punktów (wliczając końce przedziału całkowania). Metoda opiera się na przybliżaniu funkcji całkowanej przez interpolację wielomianem drugiego stopnia.
Znając wartości {\displaystyle y_{0},y_{1},y_{2}} funkcji {\displaystyle f(x)} w 3 punktach {\displaystyle x_{0},x_{1},x_{2}} (przy czym {\displaystyle x_{2}-x_{1}=x_{1}-x_{0}=h}), przybliża się funkcję wielomianem Lagrange’a i całkując w przedziale {\displaystyle [x_{0},x_{2}],} otrzymuje przybliżoną wartość całki:
{\displaystyle \int \limits _{x_{0}}^{x_{2}}f(x)dx\approx {\frac {h}{3}}(y_{0}+4y_{1}+y_{2}).}
Błąd, który przy tym popełniamy, jest równy:
{\displaystyle R={\frac {1}{90}}h^{5}|f^{(4)}(c)|,}
gdzie:
{\displaystyle c\in [x_{0};x_{2}].}
Nie znamy położenia punktu {\displaystyle c,} więc posługujemy się poniższym szacowaniem, mającym zastosowanie w obliczeniach numerycznych:
{\displaystyle R\leqslant {\frac {1}{90}}h^{5}\max _{x\in [x_{0};x_{2}]}|f^{(4)}(x)|.}
Znając wartości funkcji w {\displaystyle 2k+1} kolejnych, równo odległych punktach {\displaystyle x_{0},x_{1},\dots x_{n}} (gdzie {\displaystyle n=2k}), możemy iterować powyższy wzór na {\displaystyle k} przedziałów:
{\displaystyle \int \limits _{x_{2i-2}}^{x_{2i}}f(x)dx\approx {\frac {h}{3}}(y_{2i-2}+4y_{2i-1}+y_{2i}),\quad i=1,2,\dots k,\quad k={\frac {n}{2}},}
otrzymując:
{\displaystyle \int \limits _{x_{0}}^{x_{n}}f(x)dx=\sum _{i=1}^{k}\int \limits _{x_{2i-2}}^{x_{2i}}f(x)dx\approx {\frac {h}{3}}\left(y_{0}+4\sum _{i=1}^{k}y_{2i-1}+2\sum _{i=1}^{k-1}y_{2i}+y_{n}\right).}

Ilustracja złożonej reguły Simpsona

Wartość błędu, jakim są obarczone wyliczenia, wyraża się wzorem:
{\displaystyle R\leqslant {\frac {1}{180}}(x_{n}-x_{0})h^{4}\max _{x\in [x_{0};x_{n}]}|f^{(4)}(x)|.}
By czytelnik mógł go odnieść do rysunku:
{\displaystyle x_{n}=b;} {\displaystyle f(x_{n})=y_{n},}
{\displaystyle x_{0}=a;} {\displaystyle f(x_{0})=y_{0}.}
Geometrycznie metoda ta odpowiada zastąpieniu w każdym z kolejnych {\displaystyle k} przedziałów zmiennej {\displaystyle x} łuku wykresu funkcji {\displaystyle y>=f(x)} łukiem paraboli przeprowadzonej przez trzy kolejne węzły interpolacji (punkty wykresu o znanych współrzędnych) odpowiadające początkowi, środkowi i końcowi kolejnego przedziału.